# 福岡県道765号鐘ヶ江酒見間線
福岡県道765号鐘ヶ江酒見間線（ふくおかけんどう765ごう かねがえさけみはざません）は、福岡県大川市から柳川市に至る一般県道である。

## 概要

### 路線データ
- 起点：福岡県大川市大字鐘ヶ江（福岡県道47号久留米城島大川線交点）
- 終点：福岡県柳川市間（宮上交差点、福岡県道・佐賀県道18号大牟田川副線・福岡県道769号新田西蒲池線交点）

## 歴史
- 2021年（令和3年）7月1日 - 新入道橋（延長47 m）開通[1]。

## 路線状況

### 重複区間
- 福岡県道710号宮本大川線（大川市大字酒見）
- 国道442号（大川市大字郷原 - 大川市大字大橋・入道橋東交差点）
- 福岡県道716号水田大川線（大川市大字北古賀・北古賀交差点 - 大川市大字三丸・大川東IC入口交差点）

### 道路施設

#### 橋梁
- 二丁野橋（大川市）
- 小野橋（大川市）
- 栗の内橋（大川市）
- 古賀の前橋（大川市）
- もろどみ橋（大川市）
- 平成諸富橋（大川市）
- 中開橋（大川市）
- 北酒見橋（大川市）
- 大碇橋（大川市）
- 酒見橋（花宗川、大川市、福岡県道710号宮本大川線重複区間内）
- 新入道橋（花宗川、大川市） - 延長47 m、2021年（令和3年）7月1日開通[1]
- 前田橋（大川市）
- 野口橋（大川市）
- 北古賀橋（大川市）
- 神ノ前橋（大川市）
- 兼木橋（大川市、福岡県道716号水田大川線重複区間内）
- 井手堀橋（大川市）

## 地理

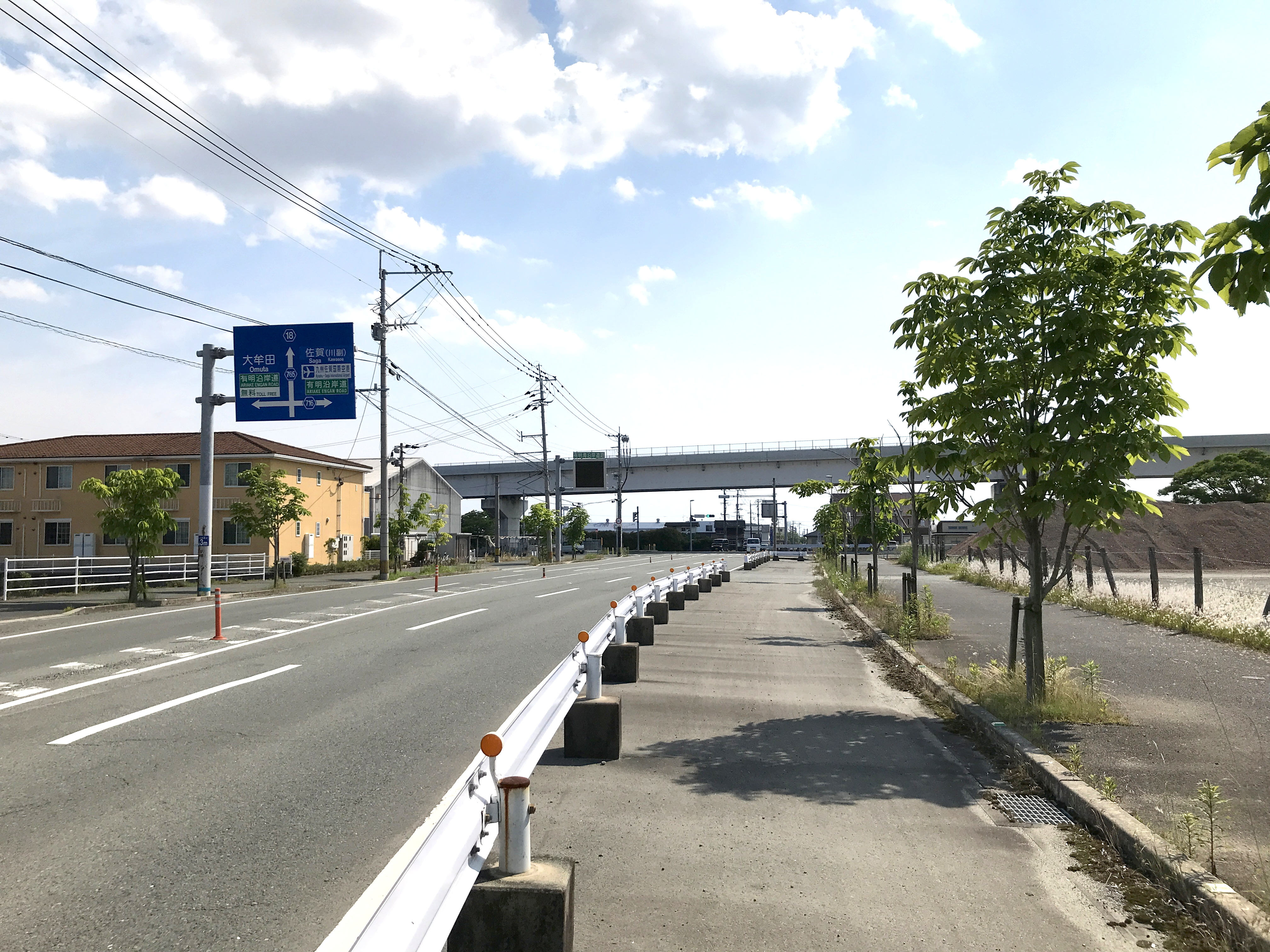
福岡県大川市大字三丸の兼木交差点南から有明海沿岸道路 大川東IC方面

### 通過する自治体
- 大川市
- 柳川市

### 交差する道路
| 交差する道路                                                 | 市町村名 | 交差する場所 | 交差する場所                |
| ------------------------------------------------------------ | -------- | ------------ | --------------------------- |
| 福岡県道47号久留米城島大川線                                 | 大川市   | 大字鐘ヶ江   | 起点                        |
| 福岡県道99号大川大木線                                       | 大川市   | 大字鐘ケ江   | 三又小学校入口交差点        |
| 福岡県道710号宮本大川線 重複区間起点                         | 大川市   | 大字酒見     |                             |
| 福岡県道710号宮本大川線 重複区間終点                         | 大川市   | 大字酒見     |                             |
| 国道442号 重複区間起点                                       | 大川市   | 大字郷原     |                             |
| 国道442号 重複区間終点                                       | 大川市   | 大字大橋     | 入道橋東交差点              |
| 福岡県道716号水田大川線 重複区間起点                         | 大川市   | 大字北古賀   | 北古賀交差点                |
| 国道208号 国道443号 重複                                     | 大川市   | 大字三丸     | 兼木交差点                  |
| 有明海沿岸道路 福岡県道716号水田大川線 重複区間終点          | 大川市   | 大字三丸     | 大川東IC入口交差点 大川東IC |
| 福岡県道・佐賀県道18号大牟田川副線 福岡県道769号新田西蒲池線 | 柳川市   | 間           | 宮上交差点 / 終点           |

### 沿線
- 大川市立三又中学校
- 大川市立三又小学校
- 大川市立大川中学校
- 大川市立田口中学校
- 建具工業団地（大川家具）
- 大川市役所
- 古賀政男資料館
- ゆめタウン大川